# Wholehearted
Wholehearted è il terzo album della cantautrice statunitense Beth Hirsch, pubblicato nel febbraio 2007 dalla Electric Bee.

## Tracce
1. All Together – 3:39
2. The Best Things Are Easy – 3:34
3. Indelibly You – 4:05
4. How Far You'll Go – 3:42
5. Wholehearted – 4:42
6. Out of Sight – 3:22 (testo: Beth Hirsch, Rich Whiteley)
7. Here's the Love – 3:33
8. Life Is Short but Wide – 5:58
9. Again – 4:07
10. Love Will Come Again – 4:10
11. Glad to Know – 5:07
12. Our Song – 3:20

## Musicisti
- Beth Hirsch - voce, chitarra acustica
- Pascal Reva - chitarra acustica ed elettrica, basso, batteria
- Jez Colin - basso, tastiere
- Chris Roy - basso, contrabbasso
- Matt Cooper - tastiere, piano, piano elettrico
- Deron Johnson - tastiere, piano, piano elettrico
- Bernie Larsen - chitarra elettrica
- Derrick Davis - flauto
- Enzo Villaparedes - tromba
- Cameron Stone - violoncello
- Michel Aymé - archi
- Bill-Dog Dooley - sequenziatore